# ゲムツズマブ オゾガマイシン
ゲムツズマブ オゾガマイシン（Gemtuzumab ozogamicin）は急性骨髄性白血病（Acute Myelogenous Leukemia：AML）の治療に用いられる抗体薬物複合体（Antibody-drug conjugate、ADC）の一つである。CD33に対するヒト化モノクローナル抗体（ゲムツズマブ）部分と、細胞毒性を有するカリケアミシン系のオゾガマイシン部分から成る。商品名マイロターグ。米国では2000年から2010年まで販売されていたが、ダウノルビシン・シタラビン併用療法への上乗せならびにシタラビン大量投与への上乗せで有効性が見られず、死亡例が増加したとして承認取下げとなった。日本では2005年5月に承認:2され、添付文書の警告欄で、他の抗悪性腫瘍剤と併用しないこととされており販売は継続されている。

## 作用機序
ゲムツズマブは、末梢血では単球に、骨髄中では顆粒球およびマクロファージ前駆細胞に発現するCD33に対するモノクローナル抗体であり、細胞毒であるカリケアミシン系のオゾガマイシンと結合している。CD33はほとんどの白血病性芽細胞にも発現しているため、オゾガマイシンを選択的にがん細胞に送達できると期待されていた。

## 警告
- 臨床試験において薬剤に関連したと考えられる死亡例が認められている。
- 他の抗悪性腫瘍剤と併用した場合の安全性は確立していない。
- 投与した全ての患者に重篤な骨髄抑制が現れ得る。その結果、致命的な感染症及び出血等が惹起される事がある。
- 重篤な過敏症（アナフィラキシーを含む）のほか、重症肺障害[注 1]を含む注入時反応が現れる事があり、致命的な過敏症及び肺障害も報告されている。
- 重篤な静脈閉塞性肝疾患（VOD）を含む肝障害が報告されている。

## 副作用
重篤な副作用とされているのは、
- 注入時反応（88.0%）

悪寒、発熱、悪心、嘔吐、頭痛、低血圧、高血圧、低酸素症、呼吸困難、高血糖、重症肺障害等
- アナフィラキシーショックを含む重篤な過敏症（0.9%）
- 血液障害（72.9%）

汎血球減少、白血球減少、好中球減少、発熱性好中球減少症、リンパ球減少、無顆粒球症、血小板減少、貧血等
- 感染症（33.4%）

日和見感染症、敗血症、敗血症性ショック、肺炎、口内炎、カンジダ性口内炎、単純ヘルペス感染等
- 出血（29.7%）

脳出血、頭蓋内出血、肺出血、消化管出血、眼出血（強膜、結膜、網膜）、血尿、鼻出血
- 播種性血管内凝固症候群（DIC）（1.9%）、
- 重篤な口内炎（16.4%）
- 肝障害（37.9%）

静脈閉塞性肝疾患（VOD）、黄疸、肝脾腫大、高ビリルビン血症、肝機能検査値異常（AST(GOT)上昇、ALT(GPT)上昇、γ-GTP上昇、AL-P上昇等）、腹水
- 腎障害（6.3%）

腎障害、腎機能検査値異常（クレアチニン上昇、BUN増加等）
- 腫瘍崩壊症候群（TLS）（1.6%）
- 肺障害（13.6%）

呼吸困難、肺浸潤、胸水、非心原性肺水腫、呼吸不全、低酸素症、急性呼吸窮迫症候群、間質性肺炎等
である。
頻度の高い副作用は、悪寒、発熱、嘔気、嘔吐である。患者の全員に（重篤な）骨髄抑制が起こり得る。殆どの注入時反応は投与24時間以内に発生する。末梢血白血球数が30,000/µL以上であると、注入時反応に続いて肺障害が発生する頻度が上がる。またインフュージョンリアクションと無関係の間質性肺炎等も発生し得る。III型アレルギーが発現する。

## 米国での承認から回収まで
米国では迅速審査にて2000年にFDAに承認された。対象疾患は60歳以上の再発性急性骨髄性白血病で標準治療の対象とならないものであった。
承認後の最初の年に、FDAはゲムツズマブに黒枠警告を設置させた。その内容は、骨髄移植しない場合の静脈閉塞性疾患（VOD）のリスク増加であった。その後骨髄移植をした場合でもVODリスクが増加することが示された。2008年のJAMA誌上で生物学的製剤の製造販売後調査の不備について議論された際に取り上げられた。
FDA迅速審査プロセスに従って第III相比較臨床試験（SWOG S0106）が2004年に開始されたが、憂慮すべき事象の発現により中止された。評価された症例について見ると、致死的毒性の発現率が標準治療群に比べてゲムツズマブ併用群で有意に増加していた。死亡率は標準治療群で1.4%（4/281）、ゲムツズマブ併用群で5.7%（16/283）、検定結果p=0.01であった。
2010年6月、ファイザーはFDAの要請を受けてマイロターグを市場から回収した。しかし他国の行政機関はFDAに同調せず、日本のPMDAは『ゲムツズマブ オゾガマイシンのリスク－ベネフィット バランスは承認時と変わらない』とした。